# Olha Harlan
Olha Hennadievna Harlan (în ucraineană Ольга Геннадіївна Харлан; n. 4 septembrie 1990, Mîkolaiiv, RSS Ucraineană, URSS) este o scrimeră ucraineană specializată pe sabie.
Harlan a fost laureată cu bronz la Jocurile Olimpice de vară din 2012 de la Londra și este dublă campioană mondială (în 2013 și 2014) și de cinci ori campioană europeană (în 2009, 2011, 2012, 2013 și 2014). Cu echipa Ucrainei a cucerit medalia de aur la Jocurile Olimpice de vară din 2008 de la Beijing și este dublă campioană mondială (în 2009 și 2013) și dublă campioană europeană (în 2009 și 2010).
În anul 2014 Harlan s-a căsătorit cu colegul de lot național, Dmîtro Boiko.

## Palmares
Clasamentul la Cupa Mondială
| An  | 2005 | 2006 | 2007 | 2008 | 2009 | 2010 | 2011 | 2012 | 2013 | 2014 | 2015 |
| --- | ---- | ---- | ---- | ---- | ---- | ---- | ---- | ---- | ---- | ---- | ---- |
| Loc | 101  | 18   | 30   | 14   | 2    | 2    | 3    | 3    | 1    | 1    | 2    |